# Симметрия (физика)
| Симметрия в физике             | Симметрия в физике                    | Симметрия в физике               |
| Преобразование                 | Соответствующая инвариантность        | Соответствующий закон сохранения |
| ------------------------------ | ------------------------------------- | -------------------------------- |
| ↕ Трансляции времени           | Однородность времени                  | …энергии                         |
| ⊠ C, P, CP и T-симметрии       | Изотропность времени                  | …чётности                        |
| ↔ Трансляции пространства      | Однородность пространства             | …импульса                        |
| ↺ Вращения пространства        | Изотропность пространства             | …момента импульса                |
| ⇆ Группа Лоренца (бусты)       | Относительность лоренц-ковариантность | …движения центра масс            |
| ~ Калибровочное преобразование | Калибровочная инвариантность          | …заряда                          |

Симме́три́я в широком смысле — соответствие, неизменность (инвариантность), проявляемые при каких-либо изменениях, преобразованиях (например: положения, энергии, информации, другого).
В физике, симметрия физической системы — это некоторое свойство, сохраняющееся после проведения преобразований.
Симме́три́я (симметрии) — одно из фундаментальных понятий в современной физике, играющее важнейшую роль в формулировке современных физических теорий. Симметрии, учитываемые в физике, довольно разнообразны, начиная с симметрий обычного трёхмерного «физического пространства» (такими, например, как зеркальная симметрия), продолжая более абстрактными и менее наглядными (такими как калибровочная инвариантность).
Некоторые симметрии в современной физике считаются точными, другие — лишь приближёнными. Также важную роль играет концепция спонтанного нарушения симметрии.
Исторически использование симметрии в физике прослеживается с древности, но наиболее революционным для физики в целом, по-видимому, стало применение такого принципа симметрии, как принцип относительности (как у Галилея, так и у Пуанкаре — Лоренца — Эйнштейна), ставшего затем как бы образцом для введения и использования в теоретической физике других принципов симметрии (первым из которых стал, по-видимому, принцип общей ковариантности, являющимся достаточно прямым расширением принципа относительности и приведшего к общей теории относительности Эйнштейна).
Группой симметрии физической задачи называется группа, каждый элемент которой является линейной операцией симметрии задачи, отображающий один элемент множества решений задачи, в другой.
Исходя из принципов симметрии, можно выводить новые законы природы дедуктивно, а не только в результате наблюдения над физическими объектами или в результате решения уравнений.

## Теорема Нётер
В 1918 году немецкий математик Эмми Нётер доказала теорему, согласно которой каждой непрерывной симметрии физической системы соответствует некоторый закон сохранения. Наличие этой теоремы позволяет проводить анализ физической системы на основе имеющихся данных о симметрии, которой эта система обладает. Из неё, например, следует, что инвариантность уравнений движения тела с течением времени приводит к закону сохранения энергии; инвариантность относительно сдвигов в пространстве — к закону сохранения импульса; инвариантность относительно вращений — к закону сохранения момента импульса.